# سید محمدتقی طباطبایی
سید محمدتقی طباطبایی  از سیاستمداران ایرانی بود، که در   دوره چهارم بعنوان نماینده تبریز در مجلس شورای ملی حضور داشت.